# 西番雅

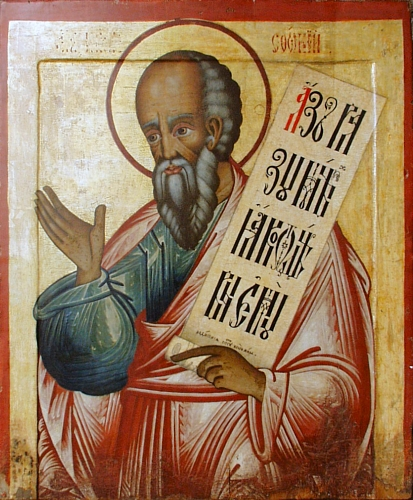
西番雅

西番雅，天主教译为索福尼亞（希伯來語：‎，意为：神藏匿、主所保護及蔭庇的）人名，舊約聖經中所記載的人物。

## 聖經人物
舊約聖經中名叫西番雅者如下：
- 希西家王的元孫，約西亞王期間的先知， 西番雅書的作者。
- 西底家統治時期的二祭司瑪西雅的兒子，他和其他一些猶太人俘虜在哈馬地的利比拉被巴比倫王治死。
- 先知撒母耳的寇哈特人的始祖。
- 約瑟雅的父親，大流士下令重建聖殿时期住在耶路撒冷的祭司。 

## 外部連結
- 旧约讲章 （页面存档备份，存于）
- 查经资料大全 （页面存档备份，存于）